# Gears Pop!
Gears Pop! byla mobilní online strategická videohra z fiktivního vesmíru Gears of War. Hra byla vytvářená po vzoru hry Clash Royale. Vyšla 22. srpna 2019 na platformy Android, iOS a Windows, přibližně měsíc před očekávanou videohrou Gears 5. Hru vyvinuli britští vývojáři Mediatonic spolu s kanadskými vývojáři z The Coalition.
Herní servery byly vypnuty 26. dubna 2021.

## Gameplay
Ve hře proti sobě bojují dva hráči pomocí vkládání karet na hrací plochu, na nich jsou postavy z fiktivního vesmíru Gears of War, ty jsou modelovány ve stylu Funko Pop. Hráč má za úkol zničit soupeřovi obranné věže a hlavní základnu, než protivník dosáhne toho samého. Mechaniky hry se velmi podobaly hře Clash Royale.
Hra byla free-to-play a využívala mikrotransakce. Patřila mezi mála mobilních her, které měli kompatibilitu s Xboxem.

## Ohlasy
Hra obdržela smíšené a průměrné recenze od recenzentů Metacritic.
Recenzenti z Pocket Gamer dali hře tři hvězdičky z pěti a napsali: „Gears POP! je slušná mobilní strategická hra, která dokáže udržet vaši pozornost celé hodiny, ale ve svém žánru není nejlepší."
První týden od spuštění mělo Gears Pop! více než milion uživatelů.